# 萬丹萬惠宮
22°35′02″N 120°29′22″E / 22.583831°N 120.4893340°E
萬丹萬惠宮，是位於臺灣屏東縣萬丹鄉萬生村的媽祖廟，為萬丹鄉、竹田鄉介於牛稠溪、隘寮溪兩溪地區的信仰中心，有媽祖接炸彈的傳說。

## 建物歷史
萬惠宮建於清乾隆十一年（1746年），歷十年建造才完工。當地風水是傳說廟身正好位在萬丹街的「龍肚」位置上，可以為萬丹人製造財富。乾隆廿九年出版的（1764年）《重修鳳山縣志》記載，當時鳳山縣的媽祖廟中，現仍存在的有本廟、新園新惠宮、屏東慈鳳宮、里港雙慈宮、鳳山雙慈亭、楠梓天后宮這六間。
萬惠宮於光緒年間重修，1926年因地震致廟垣前殿倒毀，翌年萬丹庄長李南、李開胡（前屏東縣長李世昌之祖父、叔父）父子籌募重建，由李開胡禮聘重建艋舺龍山寺的黃龜理、楊秀興來對場作，至1930年重建完竣。當時這廟建築為台南以南要建媽祖廟會前往觀摩的宮廟。黃龜理、楊秀興兩人作品充滿互相挑釁意味，舉例來說：大門口北邊橫楣「許褚戰馬超」，以及南邊「九曲黃河陣」，比喻二人各憑實力顯神通；兩邊雀替雕有「哼哈二將顯神通」及「左慈戲曹」比喻有本事盡量放馬過來；後殿通樑北邊刻有「水淹金山寺」，南邊刻有「聞太師行到絕龍嶺」，互譏對方窮途末路、無技可施；後殿，楊秀興刻牡丹花表示祝福萬丹人花開富貴，黃龜理刻兩隻大螃蟹，代表「謝謝」。廟身左右兩邊的賽台是洪順發砌建的巴洛克建築，與古意盎然、飛簷翹楚的剪粘呈現中西合璧的風貌。
1995年，萬惠宮完成重修，廟宇結構改變，不少雕刻作品錯置或遺失，古意盡失，左右兩邊賽台也被拆除。2003年底，廣安村老人劉添貴依照老照片，作成長約二尺半、高約二尺的萬惠宮模型，擺於廟內供人回憶。
今址為萬丹鄉萬新路1660號。

## 炸彈傳說

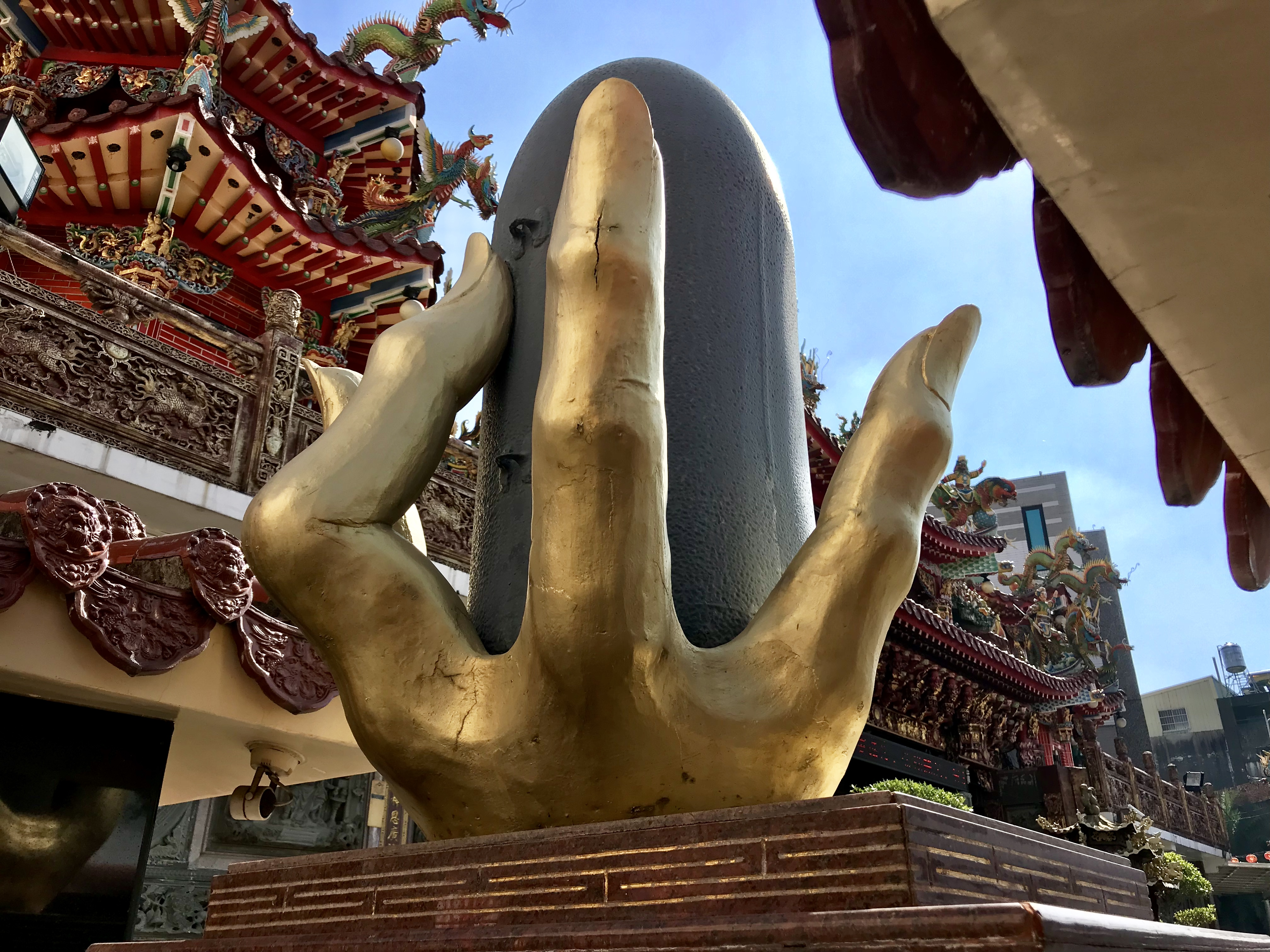
萬惠宮的「接炸彈金手掌」

1945年2月20日上午11點，美軍派遣B-25J轟炸萬丹，在萬惠宮北邊即今日萬丹街轉角處投下炸彈。當時日軍在離萬惠宮僅一街之隔的萬丹國小屯軍，被盟軍知道，遂附近成為轟炸行動。炸彈著地後先撞了一個坑洞，並衝毀二層屋壁，再向前沿著今日成功街繼續衝撞，穿越萬丹保正李同益厝宅的屋壁，最後落在三百公尺遠的一間粗糠間，沒有爆炸。村民到此廟朝拜時，看到了道光年間雕刻的媽祖神像大拇指斷裂。於是扶鑾借乩，乩生說是媽祖接炸彈手指才受傷，傳開後，各地信徒紛紛到來頂禮膜拜。事後，日軍據報將這枚炸彈的引信和炸藥破壞，之後炸彈放在萬惠宮榕樹下。萬惠宮斥資新台幣十萬多元，在接近彈著點的廟前廣場左側興建一座媽祖以手接炸彈的紀念碑，並描繪出炸彈滾行的軌跡，將原先五百公斤的炸彈放置在手掌中央，於2000年6月13日上午舉行落成典禮。
萬丹國小學生邱汶綉等人在2014年暑假將此傳說作成故事繪本《拿炸彈媽祖》出版。
保有炸彈殼作為展示的媽祖廟還有埤頭合興宮。

## 祭祀活動
萬惠宮是萬丹鄉、竹田鄉介於東溪（牛稠溪）、西溪（隘寮溪）兩溪地區三十六庄共同的宗教中心。廟方每逢十年會連續三年北上鹿港天后宮進香。
鎮殿媽祖泥神塑像作於1924年，在2006年農曆二月十六日重塑，斥資聘請經文建會所選、台南三山軒佛店的陳壹雄、李雅芳母女等專業修復人重塑金身，同年12月4日由縣長曹啟鴻開光。
每次媽祖聖誕的巡狩繞境是全鄉的民俗活動盛事。廟前有兩棵黃花風鈴木，本來廟方在2014年因會擋住戲台表演視線、且種了二十年未曾開花而砍掉，沒想到決定砍樹後竟然短短幾天就開滿一整片黃花，有人認為是媽祖顯靈、有人認為樹有靈性，成為趣談。